# Luigi Schiaparelli
Luigi Schiaparelli (Cerrione, 2 de agosto de 1871-Florencia, 26 de enero de 1934) fue un historiador, paleógrafo y diplomatista italiano, además de archivista. Es uno de los más renombrados paleógrafos que, junto a Giorgio Cencetti, Giulio Battelli o Jean Mallon, han contribuido con sus trabajos a la consolidación científica de la Paleografía.

## Biografía
Nacido a Cerrione en 1871, se licenció en Turín en 1894 con el conde Carlo Cipolla, del cual se confesó alumno reconocido toda su vida, y con el cual realizó una larga y fructuosa colaboración durante décadas. Más tarde se matriculó en la bávara universidad de Múnich para profundizar en sus estudios y conoció al insigne paleóografo Paul Kehr, que le involucró en su gran proyecto de catalogaciones documentales de archivos, hasta entonces prácticamente inéditos, que, posteriormente, llevó por casi toda Italia permitiéndole acumular una extraordinaria experiencia sobre este campo. Al mismo tiempo, de acuerdo con Kehr, se aseguraba su supervivencia mediante las financiaciones de la Universidad de Gottinga, o con fondos del gobierno alemán. Así podía proseguir sus estudios independientes sobre los diplomas del rey de Italia, describir el Códice Diplomático Longobardo al tiempo que trataba, en vano, de asegurarse una posición académica o dentro del mundo de la archivística italiana, de las cuales estuvo excluido a menudo "por no ser del círculo".
En 1901 obtiene el nombramiento a alumno de la Scuola stórica di Roma, dentro de la Sociedad Romana de Storia Patria. En Roma prosigue los trabajos ya emprendidos, comienza una catalogación del Archivo capitular de San Pedro en Vaticano y de otros archivos romanos. Consigue así estrechar relaciones amistosas con los principales responsables de los archivos vaticanos, sobre todo con padre Franz Ehrle, prefecto de la Biblioteca Vaticana. 

Con el apoyo de sus nuevos contactos y de Kehr logra, finalmente, a partir de enero de 1902, por mediación de Pasquale Villari, un sitio como colaborador ordinario (con un sueldo de aproximadamente 3000 liras anuales) dentro de la Istituto storico italiano. Entretanto presentó sin demasiadas esperanzas una solicitud para la docencia, que, para su sorpresa, es aceptada por unanimidad de la Facultad de Letras y Filosofía del Instituto de estudios superiores de Florencia. De acuerdo con Cipolla y con Villari, se llamó a la cátedra, vacante en ese momento, de Paleografía y Diplomática. 

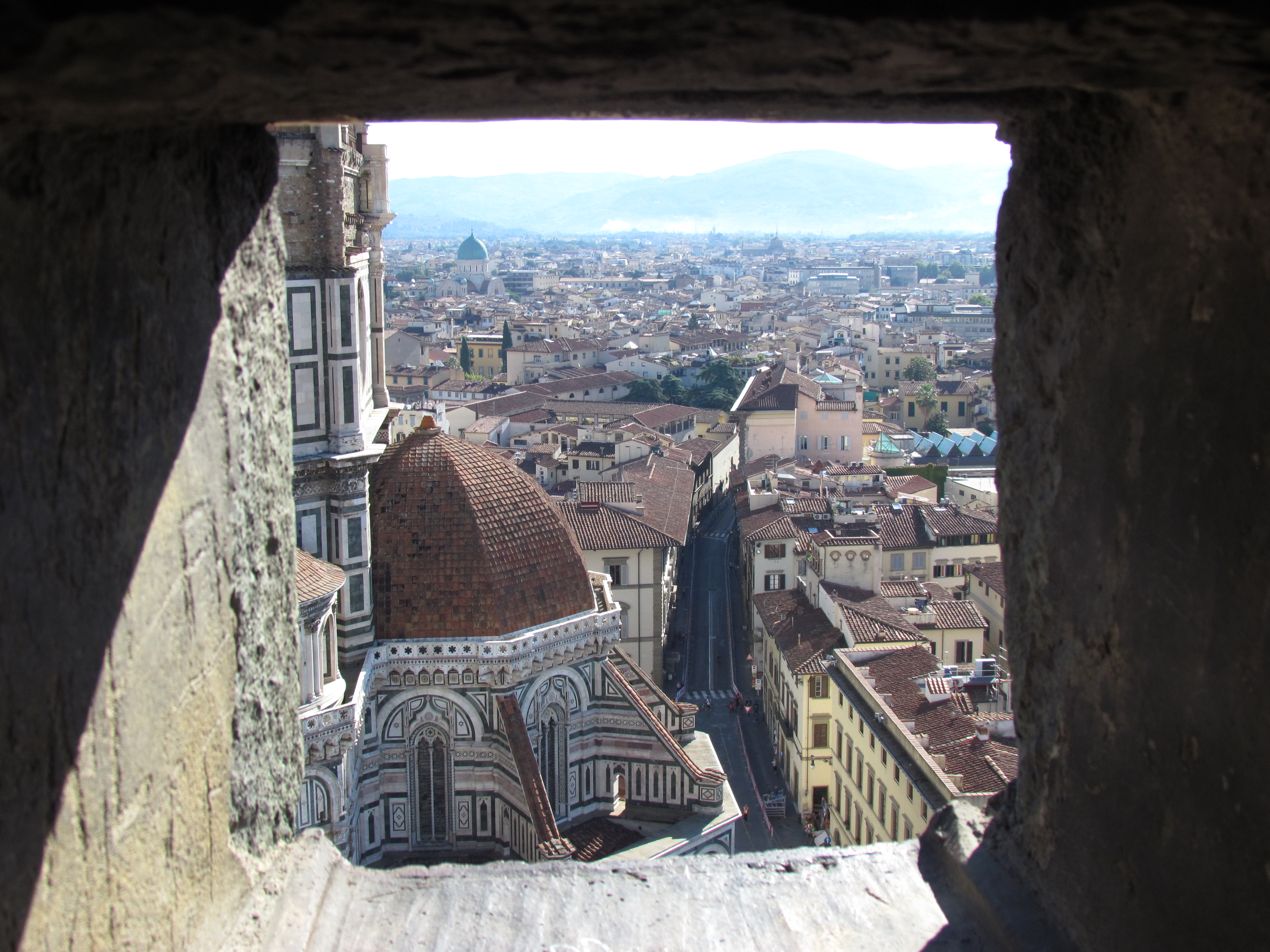
Imagen de Florencia

Se quedó a Florencia durante más de tres décadas en las cuál sentó las bases para sus posteriores trabajos de investigación y estudios diplomáticos. Organiza el curso de estudios en dos años, dándoles un contenido sin parangón con otros centros europeo coetáneos.
En septiembre siguiente se compromete con Maria Vitelli, hija del colega y célebre papirologo Girolamo Vitelli. 
En el 1906 tiene la alegría de acoger a su querido maestro Cipolla como colega (profesor de historia medieval y moderna a la Facultad de Letras y Filosofía y en el Instituto Superior de Ciencias Sociales) en la universidad de Florencia; la colaboración se vuelve aún más intensa. Los proyectos de gran alcance como el Códice diplomático longobardo, la edición de los diplomas del Rey de Italia y los numerosos catálogos y registros cogen una forma cada vez más definida.
Cencetti observa que Schiaparelli se acercó a la paleografía por primera vez en 1906 con estudios sobre la escritura medieval “determinado por la necesidad de leer las notas paleográficas de los diplomas del rey de Italia del cual preparaba la edición”. Desde entonces la paleografía obtuvo un sitio cada vez más relevante en los escritos de Schiaparelli, que cada vez más a menudo le gusta titular como Notas Paleograficas.
En 1916 desaparece su amigo Carlo Cipolla finalizando así una de las más fructíferas relaciones de la historia en los estudios históricos italianos.
Schiaparelli murió a Florencia en 1934. La facultad le recordó con una solemne conmemoración en boca del profesor Piero Torelli en febrero de 1935.

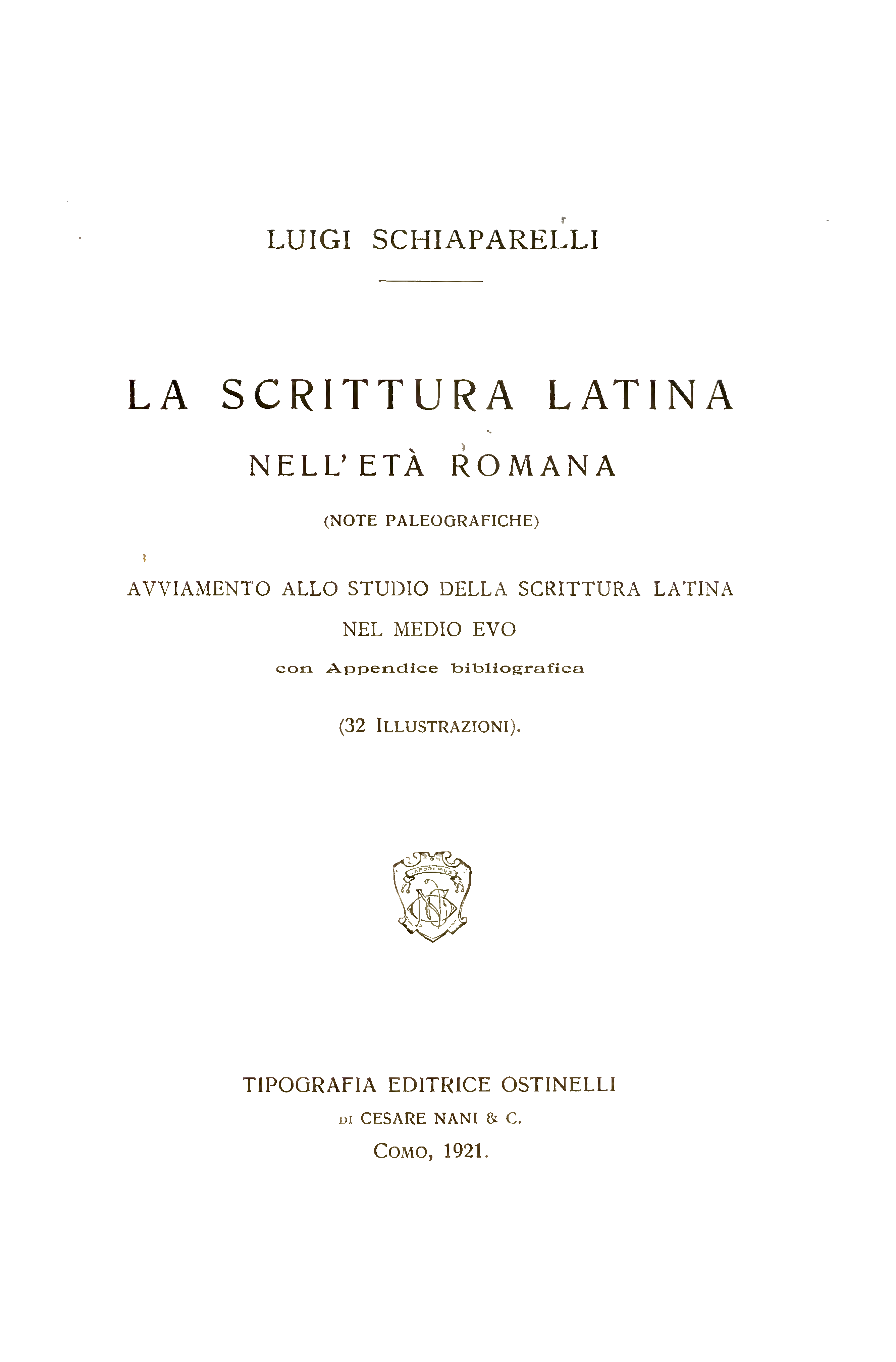
La Scrittura Latina nell'età romana (portada del libro de 1921)

## Obras
- I diplomi dei re d'Italia : ricerche storico diplomatiche, Roma, Forzani y C. Tip. del Senado, 1905 -1914.
- La scrittura latina nell’età romana, Como, Tip. Ostinelli de C. Nani y C., 1921.
- Avviamento allo studio delle abbreviature latine nel medioevo, Firenze, L. S. Olschki, 1926.
- Codice diplomatico longobardo, Roma, Institución histórica italiana para el Mediano Evo, 1929 -1933.
- Note paleografiche. Intorno all' origine della scrittura visigotica, «Archivio Storico Italiano», ser. VII, XII (1930), pp. 165-207.
- Note paleografiche (1910-1932) Raccolte a cura di Giorgio Cencetti, junto a Giorgio Cencentti, Turín, Bottega d'Erasmo, 1969
- Note di Diplomatica (1896 -1934), a cura de Alessandro Pratesi, Turín, Bottega de Erasmo, 1972.

## Otros proyectos
- Wikisource contiene una página dedicada a Luigi Schiaparelli

- Datos: Q1876256
- Multimedia: Luigi Schiaparelli / Q1876256